# Canton de Mirande
Le canton de Mirande est une ancienne division administrative française située dans le département du Gers et la région Midi-Pyrénées.
Depuis le redécoupage cantonal de 2014, les vingt-trois communes de ce canton ont été intégrées dans le nouveau canton de Mirande-Astarac, dont Mirande est le bureau centralisateur.

## Géographie
Ce canton était organisé autour de Mirande dans l'arrondissement de Mirande. Son altitude variait de 139 m (Mirande) à 302 m (Saint-Élix-Theux) pour une altitude moyenne de 205 m.

## Composition
Le canton de Mirande regroupait vingt-trois communes et comptait 8 107 habitants (population municipale) au 1er janvier 2012.
| Communes             | Population (2012) | Code postal | Code Insee |
| -------------------- | ----------------- | ----------- | ---------- |
| Bazugues             | 55                | 32170       | 32034      |
| Belloc-Saint-Clamens | 148               | 32300       | 32042      |
| Berdoues             | 352               | 32300       | 32045      |
| Clermont-Pouyguillès | 158               | 32300       | 32104      |
| Idrac-Respaillès     | 201               | 32300       | 32156      |
| Laas                 | 237               | 32170       | 32167      |
| Labéjan              | 259               | 32300       | 32172      |
| Lagarde-Hachan       | 131               | 32300       | 32177      |
| Lamazère             | 130               | 32300       | 32187      |
| Loubersan            | 168               | 32300       | 32215      |
| Marseillan           | 68                | 32170       | 32238      |
| Miramont-d'Astarac   | 344               | 32300       | 32254      |
| Mirande              | 3 568             | 32300       | 32256      |
| Moncassin            | 119               | 32300       | 32263      |
| Ponsampère           | 118               | 32300       | 32323      |
| Saint-Élix-Theux     | 110               | 32300       | 32375      |
| Saint-Martin         | 420               | 32300       | 32389      |
| Saint-Maur           | 111               | 32300       | 32393      |
| Saint-Médard         | 293               | 32300       | 32394      |
| Saint-Michel         | 241               | 32300       | 32397      |
| Saint-Ost            | 86                | 32300       | 32401      |
| Sauviac              | 134               | 32300       | 32419      |
| Viozan               | 114               | 32300       | 32466      |

## Histoire
La commune d'Artiguedieu est absorbée par la commune de Seissan en 1972. Elle faisait partie du canton de Mirande et passe au canton d'Auch-Sud-Est-Seissan en étant intégrée à Seissan.

## Administration

### Conseillers généraux de 1833 à 2015
| Période                                  | Période      | Identité                                   | Étiquette    | Qualité |
| ---------------------------------------- | ------------ | ------------------------------------------ | ------------ | --- |
| 1833                                     | 1841         | Comte Léon de Lamezan de Salin (1787-1875) | Centre droit | Lieutenant-colonel du Génie Ancien député (1827-1831) Propriétaire à Mirande                                                                                     |
| 1841                                     | 1842         | Paul Gabriel Laffitte (1801-1855)          |              | Maire de Mirande (1838-1848), conseiller d'arrondissement |
| 1842                                     | 1848         | M. Lapeyre                                 |              | Négociant à Mirande |
| 1848                                     | 1871         | Justin Cénac-Moncaut                       | Bonapartiste | Ecrivain et érudit Maire de Saint-Élix |
| 1871                                     | 1890 (décès) | Jules Seillan                              | Bonapartiste | Avocat et avoué, ancien maire de Mirande (1865-1870) |
| 1890                                     | 1914 (décès) | Urbain Sénac                               | Rad.         | Notaire, propriétaire à Saint-Nicolas-de-la-Grave et à Saint-Élix-Theux Député de Tarn-et-Garonne (1902-1910)                                                    |
| 1914                                     | 1928         | Charles Caubet                             | Rad.         | Ingénieur agricole - Conseiller d'arrondissement |
| 1928                                     | 1934         | Olivier Bascou                             | Rad.         | Avocat Ancien député (1893-1898) Préfet, puis député (1928-1932)                                                                                                 |
| 1934                                     | 1940         | Honoré Lartigue                            | SFIO         | Vigneron coopérateur à Lagarde-Hachan Conseiller municipal |
|                                          |              |                                            |              | |
| 1943                                     | 1945         | Xavier Perez                               |              | Maire d'Idrac-Respaillès Nommé conseiller départemental en 1943                                                                                                  |
|                                          |              |                                            |              | |
| 1945                                     | 1951         | Emile Dutrey (1885-1957)                   | SFIO         | Ancien Maire de Berdoues (1925-1929) |
| 1951                                     | 1956 (décès) | Élie Duffort                               | Rad.         | Maire de Mirande (1945-1956) |
| 13 janvier 1957                          | 1970         | André Beaudran                             | Rad.         | Huissier de justice Maire de Mirande (1957-1988) |
| 1970                                     | 1982         | Gérard Cazeneuve                           | PS           | Cultivateur Conseiller municipal d'Idrac-Respaillès |
| 1982                                     | 2015         | Francis Dupouey                            | PS           | Agriculteur Maire de Clermont-Pouyguillès Ancien Conseiller municipal de Mirande Vice-Président du Conseil Général Elu en 2015 dans le canton de Mirande-Astarac |
| Les données manquantes sont à compléter. |              |                                            |              | |

### Conseillers d'arrondissement (de 1833 à 1940)
Le canton de Mirande avait deux conseillers d'arrondissement.
| Période                                  | Période | Identité                          | Étiquette                                   | Qualité |
| ---------------------------------------- | ------- | --------------------------------- | ------------------------------------------- | --- |
| 1833                                     | 1845    | Jean Marie Ducos père (1758-1846) |                                             | Ancien Sous-Préfet de Mirande, ancien député du Gard (1798-1799), propriétaire à Mirande                    |
| 1833                                     | 1839    | M. Filhos                         |                                             | Propriétaire à Mirande                                                                                      |
| 1839                                     | 1841    | Paul Gabriel Laffitte             |                                             | Maire de Mirande                                                                                            |
| 1842                                     | 1848    | Hippolyte Aubian (1811-1895)      |                                             | Propriétaire à Mirande                                                                                      |
| 1845                                     | 1848    | Jean Baptiste Lasserre            |                                             | Maire de Panassac                                                                                           |
|                                          |         |                                   |                                             | |
| 1875                                     |         | M. Laurent                        | Droite royaliste                            | Avocat à Mirande                                                                                            |
|                                          |         |                                   |                                             | |
| 1883                                     |         | Louis Ferran                      | Droite bonapartiste puis Républicain rallié | Docteur-médecin, maire de Saint-Michel                                                                      |
| av.1901                                  | 1907    | M. Duprat                         | Républicain                                 | Notaire, adjoint au maire de Mirande                                                                        |
| 1907                                     | 1914    | Charles Caubet                    | Radical                                     | Ingénieur agricole                                                                                          |
|                                          |         |                                   |                                             | |
| 1931                                     | 1937    | Joseph Meilhan                    | Radical                                     | Maire de Mirande                                                                                            |
| 1931                                     | 1940    | Abdon-Jean-Alfred Maupeu          | Radical                                     | Maire de Labéjan                                                                                            |
| 1937                                     | 1940    | M. Bonnassies                     | Radical                                     | |
| 1940                                     |         |                                   |                                             | Les conseils d'arrondissement ont été suspendus par la loi du 12 octobre 1940 et n'ont jamais été réactivés |
| Les données manquantes sont à compléter. |         |                                   |                                             | |

## Démographie
| 1962  | 1968  | 1975  | 1982  | 1990  | 1999  | 2006  | 2011  | 2012  |
| ----- | ----- | ----- | ----- | ----- | ----- | ----- | ----- | ----- |
| 8 050 | 8 360 | 7 686 | 7 797 | 7 468 | 7 565 | 8 002 | 8 075 | 8 107 |